# Cantón de Pleaux
El cantón de Pleaux era una división administrativa francesa, que estaba situada en el departamento de Cantal y la región de Auvernia.

## Composición
El cantón estaba formado por ocho comunas:
- Ally
- Barriac-les-Bosquets
- Brageac
- Chaussenac
- Escorailles
- Pleaux
- Sainte-Eulalie
- Saint-Martin-Cantalès

## Supresión del cantón de Pleaux
En aplicación del Decreto nº 2014-149 de 13 de febrero de 2014, el cantón de Pleaux fue suprimido el 22 de marzo de 2015 y sus 8 comunas pasaron a formar parte del nuevo cantón de Mauriac.